# 2021 au Vatican
Chronologie du Vatican
- 2017
- 2018
- 2019
- 2020
- 2021
- 2022
- 2023
- 2024
- 2025

## Administration
- Pape : François
- Président du Gouvernorat : Giuseppe Bertello puis Fernando Vérgez Alzaga
- Camerlingue de la Sainte Église romaine : Kevin Farrell
- Cardinal secrétaire d'État : Pietro Parolin

## Chronologie

### Janvier 2021
- Le 21 janvier 2021, le tribunal du Vatican condamne Angelo Caloia (en), président de l'IOR de 1989 à 2009, ainsi que Gabriele Liuzzo, l'ancien avocat de la banque à huit et onze mois de prison, pour détournement de fonds aggravés[1].
- Le 31 janvier 2021, le Pape annonce lors de l'Angélus la création d'une Journée mondiale des grands-parents et des personnes âgées, le quatrième dimanche de juillet[2].

### Février 2021
- Le 6 février 2021, le Pape nomme Sœur Nathalie Becquart et Marín de San Martín sous-secrétaires du Synode des évêques. Nathalie Becquart est la première femme à rejoindre ce synode[3].
- Le 8 février 2021, le Pape présente ses vœux au corps diplomatique accrédité près le Saint-Siège[4].
- Le 16 février 2021, un décret du pape François affirme l'indépendance de la justice vaticane, mais aussi la possibilité accordée aux « promoteurs de justice » (équivalent des procureurs) de lancer et mener une enquête de manière indépendante[5].
- Le 17 du même mois, un rapport montre que la pandémie de 2020 a mis les finances de l'État en grande difficulté. Les dons des catholiques ont baissé d'un quart, et les recettes touristiques de 85 %. Le déficit est de 90 millions d'euros environ. Toutefois, la situation financière n'est pas jugée critique[6].
- Le 20 février 2021, le Pape accepte la démission du cardinal Robert Sarah de sa charge de Préfet de la Congrégation pour le culte divin et la discipline des sacrements[7].

### Mars 2021
- Du 5 au 8 mars, le pape François effectue la première visite pontificale de l'Histoire en Irak. Ce voyage, prévu de longue date en 2020, avait dû être reporté en raison de la pandémie de Covid-19 ; d'ailleurs, cinq jours avant l'arrivée du pape au Moyen-Orient, Mitja Leskovar, nonce en Irak, est testé positif au virus. Par ailleurs, François est le deuxième pape à manifester explicitement cette intention d'aller à la rencontre des Irakiens ; Jean-Paul II avait déjà émis un tel vœu dans les années 1990, mais s'était opposé au refus catégorique de Saddam Hussein[8].
- Le 12 mars 2021, le Pape reçoit le Président portugais Marcelo Rebelo de Sousa, juste après la réélection de ce dernier[9].
- Le 25 mars 2021, le Pape reçoit le Premier ministre ukrainien Denys Chmyhal pour un entretien durant lequel ont été évoqués la pandémie de Covid-19 et de la guerre du Donbass[10].
- Le 27 mars 2021, lors de l'ouverture de la 92ème année judiciaire du tribunal de la Cité du Vatican, le Pape prononce un discours et annonce de nouvelles réformes pénales, notamment contre les délits financiers[11].

### Avril 2021
- Le 1er avril 2021, le Pape célèbre la messe du Jeudi saint chez le cardinal Angelo Becciu, impliqué dans un scandale financier et qui a démissionné de ses droits au cardinalat, ce qui serait une sanction du pape[12].
- Le 22 avril 2021, le Pape reçoit le Premier ministre désigné du Liban, Saad Hariri pour un entretien au sujet de la situation politique du Liban[13].
- Le 27 avril 2021, le Pape érige le diocèse de Gracias au Honduras[14].
- Le 30 avril 2021, le Pape publie un nouveau Motu proprio modifiant le système judiciaire du Vatican, qui prévoit notamment que les évêques et les cardinaux puissent être jugés par le tribunal du Vatican[15].

### Mai 2021
- Le 22 mai 2021, le Pape reçoit en audience la Présidente de la Commission européenne Ursula von der Leyen en préparation du 50e anniversaire de l'établissement des relations diplomatiques entre le Saint-Siège et l'Union européenne[16].
- Le 24 mai 2021, le Pape dénonce la « bureaucratie excessive » des quatre organes de presse du Vatican — L'Osservatore Romano, Radio Vatican, News.va et Vatican Media —, dont il a entrepris la réforme depuis 2014. Le différend entre François et les organes de presse officiels du Saint-Siège révèle les visions et les procédés peu conciliables des deux[17].
- Le 27 mai 2021, le Pape nomme Arthur Roche à la charge de Préfet de la Congrégation pour le culte divin et la discipline des sacrements, dont il était alors le secrétaire[18].
- Le 28 mai 2021, le Pape organise une visite apostolique dans l'archidiocèse de Cologne sur la question des abus sexuels, à la suite d'un rapport indépendant, pour établir les responsabilités des dirigeants du diocèse, notamment le cardinal-archevêque Rainer Woelki[19].

### Juin 2021
- Le 1er juin 2021, la constitution apostolique Pascite gregem Dei est publiée, modifiant le livre VI du code de droit canonique de 1983. Ces modifications durcissent les sanctions concernant les abus sexuels commis par des clercs[20].
- Le 4 juin 2021, le Pape adresse un message pour l'ouverture de la Décennie des Nations unies pour la restauration des écosystèmes, il y rappelle l'urgence de protéger la création[21].
- Le 7 juin 2021, le Pape reçoit le Président autrichien Alexander Van der Bellen pour évoquer les bonnes relations entre l'Autriche et le Saint-Siège et l'importance de l’Église dans les enjeux de fraternité et d'écologie[22].
- Le 9 juin 2021, un rapport de l'organisation Moneyval juge que la lutte contre le blanchiment de capitaux et le financement du terrorisme au Vatican est positive[23].
- Le 11 juin 2021, le Pape nomme l'évêque sud-coréen Lazarus You Heung-sik à la charge de Préfet de la Congrégation pour le clergé[24].
- Le 18 juin 2021, le pape reçoit la Présidente de la Géorgie Salomé Zourabichvili en audience pour parler de la coopération entre ce pays et le Saint-Siège et des évènements régionaux et internationaux[25].
- Le 26 juin 2021, le Pape reçoit en audience le Président du Parlement européen, David Sassoli pour évoquer la politique de l'Union européenne en matière de politique migratoire, de santé et d'écologie[26].
- Répondant à la démission du cardinal allemand Reinhard Marx, provoquée par l'échec de l'Église catholique allemande face au scandale des abus sexuels, une semaine plus tôt, le pape François refuse cette démission dans une lettre rendue publique[27].

### Juillet 2021
- Le 2 juillet 2021, le pape François reçoit Moustafa al-Kazimi, Premier ministre de l'Irak pour revenir sur la visite du pape en Irak[28].

### Août 2021
- Le 31 août 2021, le Pape reçoit en audience Nadia Murad, militante yézidie des droits de l'homme et Prix Nobel de la paix 2018 pour évoquer la situation des minorités en Irak, l'Afghanistan et les femmes victimes de violences sexuelles[29].

### Octobre 2021
- Le 1er octobre 2021, le Pape nomme Fernando Vérgez Alzaga à la charge de Président du Gouvernorat de l'État de la Cité du Vatican.
- Le 20 octobre, le président Joe Biden est reçu par le pape François au Vatican[30]. L’occasion pour les États-Unis et le Saint-Siège de tourner la page d’années tendues sous Donald Trump.

### Décembre 2021
- Du 2 au 6 décembre, le pape François est en voyage en Méditerranée orientale (Chypre et Grèce) pour un voyage, notamment à la rencontre des migrants à destination de l'Europe et à portée œcuménique, en particulier en direction de l'Église de Grèce[31],[32],[33].